# Torneo Godó 1988
Il Torneo Godó 1988 è stato un torneo di tennis giocato sulla terra rossa. È stata la 36ª edizione del Torneo Godó,
che fa parte del Nabisco Grand Prix 1988. Si è giocato al [Real Club de Tenis Barcelona di Barcellona in Spagna, dal 12 al 18 settembre 1988.

## Campioni

### Singolare
Kent Carlsson ha battuto in finale  Thomas Muster con il punteggio di 6–3, 6–3, 3–6, 6–1

### Doppio
Sergio Casal /  Emilio Sánchez hanno battuto in finale  Claudio Mezzadri /  Diego Pérez con il punteggio di 6–4, 6–3